# New Orleans WCT
Il New Orleans WCT è stato un torneo di tennis facente parte del World Championship Tennis giocato nel 1974 sui campi di sintetico indoor a New Orleans negli USA.

## Albo d'oro

### Singolare
| Anno | Vincitore     | Finalista     | Punteggio |
| ---- | ------------- | ------------- | --------- |
| 1974 | John Newcombe | Jeff Borowiak | 6–4, 6–2  |

### Doppio
| Anno | Vincitori              | Finalisti                   | Punteggio     |
| ---- | ---------------------- | --------------------------- | ------------- |
| 1974 | Robert Lutz Stan Smith | Owen Davidson John Newcombe | 4–6, 6–4, 7–6 |